# كاباري (آلهة)
كاباري (بالإنجليزية: Cabari)‏ هي مجموعة آلهة خصب في الميثولوجيا الإغريقية. يرجع أصلهم إلى آسيا الصغرى، ومنها انتقلوا إلى اليونان في العصر الهيليني والروماني. وقد لوحظ أنهم ارتبطوا بعبادة سرية مع الرب هیفیستوس Hephaestus. كانت هناك مزارات لهم في جزر ليمنوس وإمبروس وساموتراقيا، حيث ما تزال بعض هذه الأسرار واضحة. بعض الدراسات تزعم أنه لا يوجد منهم سوى اثنين، ولكن العدد اختلف على مر العصور. الذكور إكسيوسيرسوس Axiocersus وكادمیلوس Cadmilus (ابنه) والربات الإناث أکسیروس Axierus وأکسیوسیرسا Axiocersa. فيما بعد صاروا يساعدون البشر ضد الحظ السيئ وضد الأخطار.